# Château d'Estrac
 (octobre 2017).
Le château d’Estrac est situé dans le département français des Landes, sur la commune d'Hastingues.

## Présentation
C'est une demeure classique du XVIIIe siècle, qui a connu trois principales phases de construction. Le château d’Estrac jouit d’une position privilégiée à Hastingues, bastide anglaise du XIVe siècle, située sur un éperon rocheux au-dessus de la vallée des Gaves réunis, qui fait face à Orthevielle et Peyrehorade sur la rive opposée.

## Description

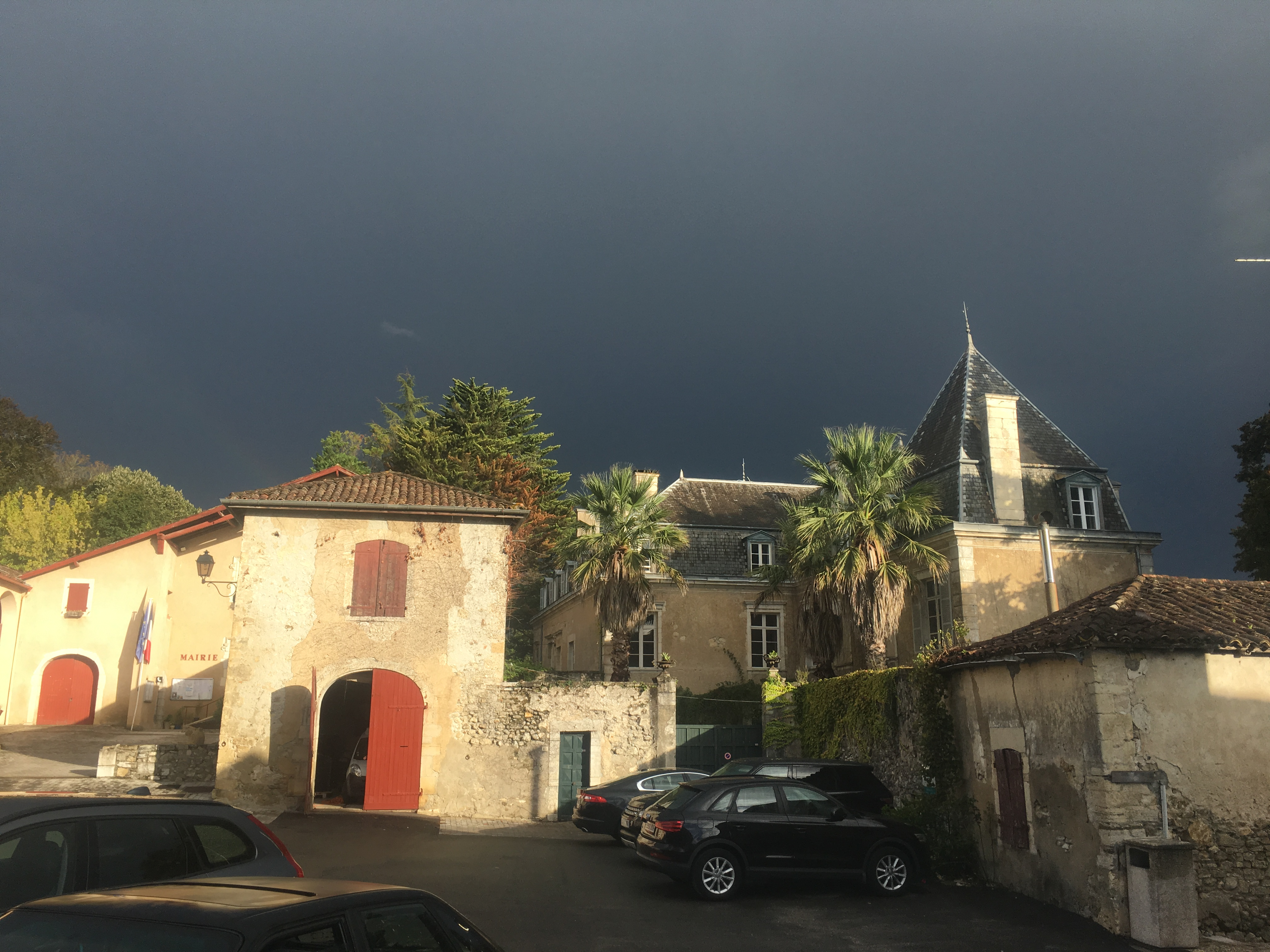
Vue du château et de la cour depuis la Place de l'église

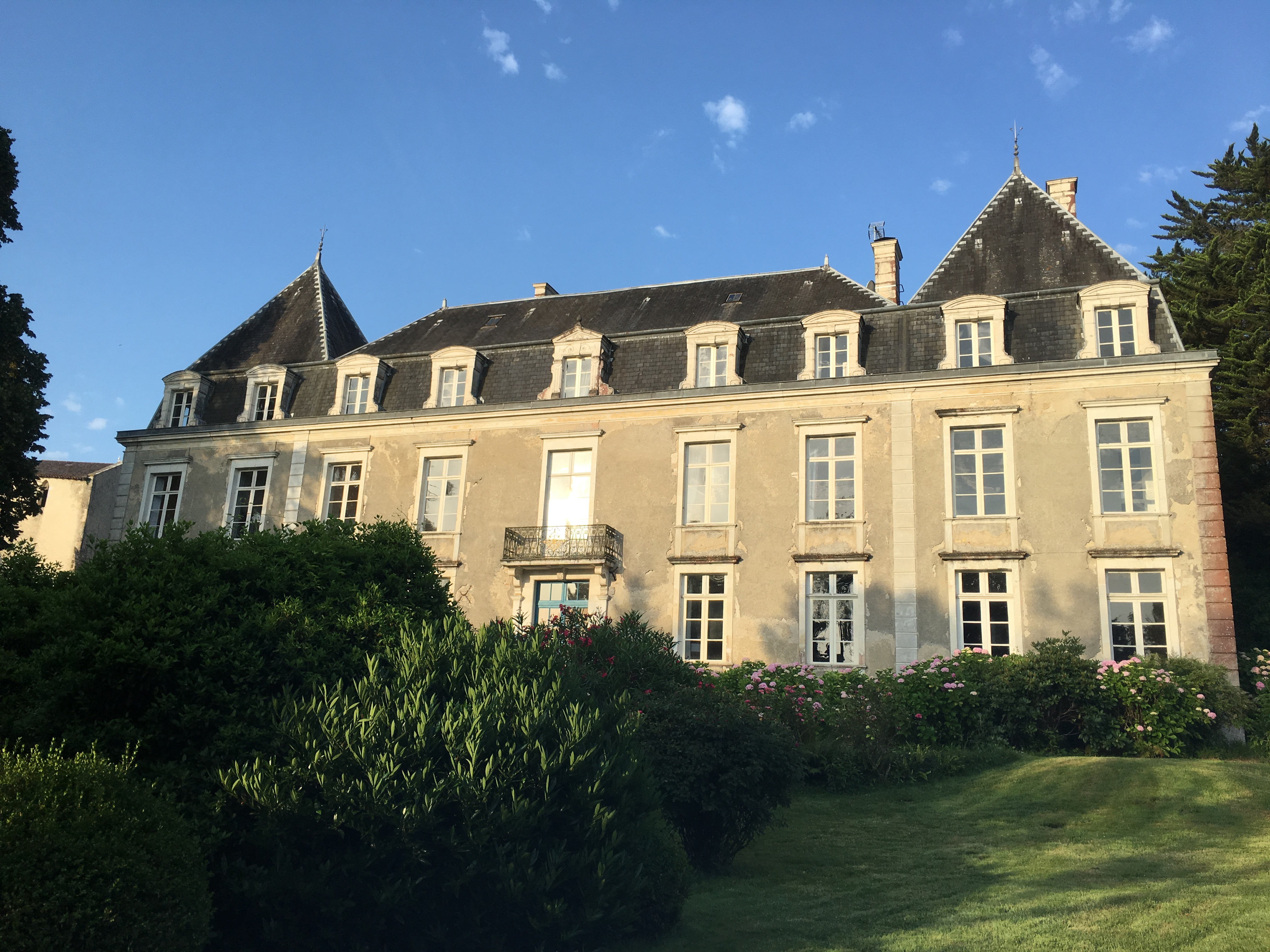
Façade principale du château

Le château est situé à l’angle nord de la place du village. Son entrée est encadrée par une grande dépendance de 500 m2 a porte-cochère ouvrant sur la place de l’église et d’un bâtiment appelé Conciergerie de 150 m2. Le double battant en bois ouvre sur une cour gravillonnée. Le bâtiment principal de 1 000 m2 est un gros parallélépipède, d’où déborde une fine aile à l’Est.  Cette aile, rajout de 1810 permet de créer une façade imposante sur les Gaves réunis en doublant sa longueur initiale du château primitif. Le bâtiment s’inscrit dans le parcellaire stratifié de la Bastide. La façade principale, au Nord, s’ouvre sur un jardin terrasse qui surplombe le Port et la vallée. Le parc arboré se déroule le long de la Bastide, en parallèle. Le parc est séparé de son massif boisé qui dévale les pentes du village jusqu’aux rives des Gaves réunis. Cette séparation est due au chemin dit ’de ronde’ dont la Mairie a droit de passage et qui l’entretient. La terrasse et le bois d’Estrac sont classés à l’inventaire des sites en 1942 et en Z.N.I.E.F.F. (Zones Naturelles d'Intérêt Écologique, Faunistique et Floristique).

## Histoire
Le château « Bayle Vieux » est achevé par Jean de Hastings (1347-1375) : Bayle Vieux dominait la vallée des Gaves. Il était composé d’un logis central entouré de 4 tours d’angles. John de Hastings y séjourna très peu de temps et le château lui-même fut vite détruit.
En 1374, Le roi de France Charles V s’est mis en tête de reprendre la Gascogne au Roi Duc. Il y envoie son frère, Duc d’Anjou, à la tête d’une armée. Les Français s’emparent d’un certain nombre des châteaux et postes avancés qui contrôlaient les cours de l’Adour et des Gaves. Cette occupation française compromettait dangereusement la libre circulation fluviale entre Bayonne, Dax et Peyrehorade. Le siège devant Hastingues dura deux semaines avant que la Bastide capitule.
Le château fut acheté par Bayonne au prix de 3 000 livres et fut rasé. Des pierres furent transportées à Bayonne et utilisées pour l’érection d’un pilori, qui sera supprimé en 1620, devenu trop encombrant, les matériaux seront utilisés pour couvrir la fontaine St Léon encore présente dans les glacis des remparts de Bayonne.
En 1407, Bayle Vieux est reconstruit.
En 1500, le château Bayle Vieux existe encore dans toute sa splendeur. Le Vicomte d’Orthes ne déclare-t-il pas « Le château d’Aspremont est la seule place forte de la vicomté face aux forteresses voisine de Bidache, Guiche, Belloc et Hastingues »
En 1521, la guerre reprend entre la France et l’Espagne à propos de la Navarre. Philibert de Châlons, Prince d’Orange, et son armée de 24000 hommes ravage la Basse Navarre, la Soule et le Labour. Ils entrent en Béarn, détruisent toutes les villes de cette province, passent la rivière Gave et brûlent Sorde. Ils se dirigent ensuite vers Hastingues que les habitants avaient eu le temps de déserter pour limiter les pillages. Le château reste debout.
Hastingues connut, au cours des luttes religieuses, d’autres agressions, notamment en 1571, mais le château subsiste toujours.
Bertrand Destrac est anobli en 1661 par Louis XIV, Il obtient lettre de nobilité pour la maison Majourau ainsi que pour le château qui prendra désormais le nom de Château Destrac, Seigneur de Lannes, il possède la seigneurie de Mées et Montbrun…. Ecuyer, il est secrétaire du Roi, conseiller et secrétaire de la couronne de Navarre, également secrétaire du Duc de Gramont Antoine II de Gramont (1572-1644), comte de Gramont, de Guiche et de Toulonjon, vicomte puis comte de Louvigny, souverain de Bidache. Le Duc de Gramont l’ayant nommé Juge Royal d’Hastingues. Les Destrac, habitent Hastingues depuis plus d’un siècle. Les parents de son grand-oncle, Martin Destrac ayant restauré la Maison Bayle Vieux après le grand incendie de 1571. Bertrand D’estrac jouit de revenus importants, et est titulaire de la charge de secrétaire du Roi Louis XIV, ayant suivi en cela l’exemple de son oncle Jean, secrétaire du Roi Henri IV, puis celui de son cousin Raymond, secrétaire du Roi Louis XIII. Marié en 1654 avec Marthe de BORDA dont il aura deux fils, Jacques et Antonin.
Le château reste propriété de la famille D’estrac jusqu’en 1792 pour être acheté par Marie-France Deville veuve Clérisse après avoir négocié pendant trois ans avec M. Bachelier d’Agés, dont l’épouse était héritière de la famille D’estrac. Les Clérisse sont une famille de négociants en laine installée depuis le XVIIe siècle à Oloron. Pierre Clérisse, a établi, au début du XVIIIe siècle, un commerce avec St Domingue, où son fils séjournera pendant 35 ans. À son retour, il épouse Marie-France Deville. Marie-France Deville devenue veuve, achète Destrac et Majourau. Le château est alors très délabré. La décision est prise de raser en partie le château en sauvegardant les caves avec voûte en berceau situées sous la partie ouest, ainsi qu’une partie de la façade de la cuisine au Sud le long de la Maison borda. Une structure néo-XVIIIe est alors construite sous la forme d’une vaste maison de maîtres à deux étages, avec logement de concierge, écuries, pressoir, chaix, remises et autres granges. À l’extérieur, un jardin anglais, un jardin potager, des serres, une volière. La façade sur le Parc est percée de neuf fenêtres sur trois niveaux laissant pénétrer la lumière. Une large entrée dominant un perron en pierre avec une porte fenêtre surmontée d’un balcon en fer forgé occupe le centre. Construit en pierre et en moellon, coiffé d’un toit d’ardoise et d'un toit pyramidal de chaque côté, il est recouvert d’enduit sur une partie de ses façades.

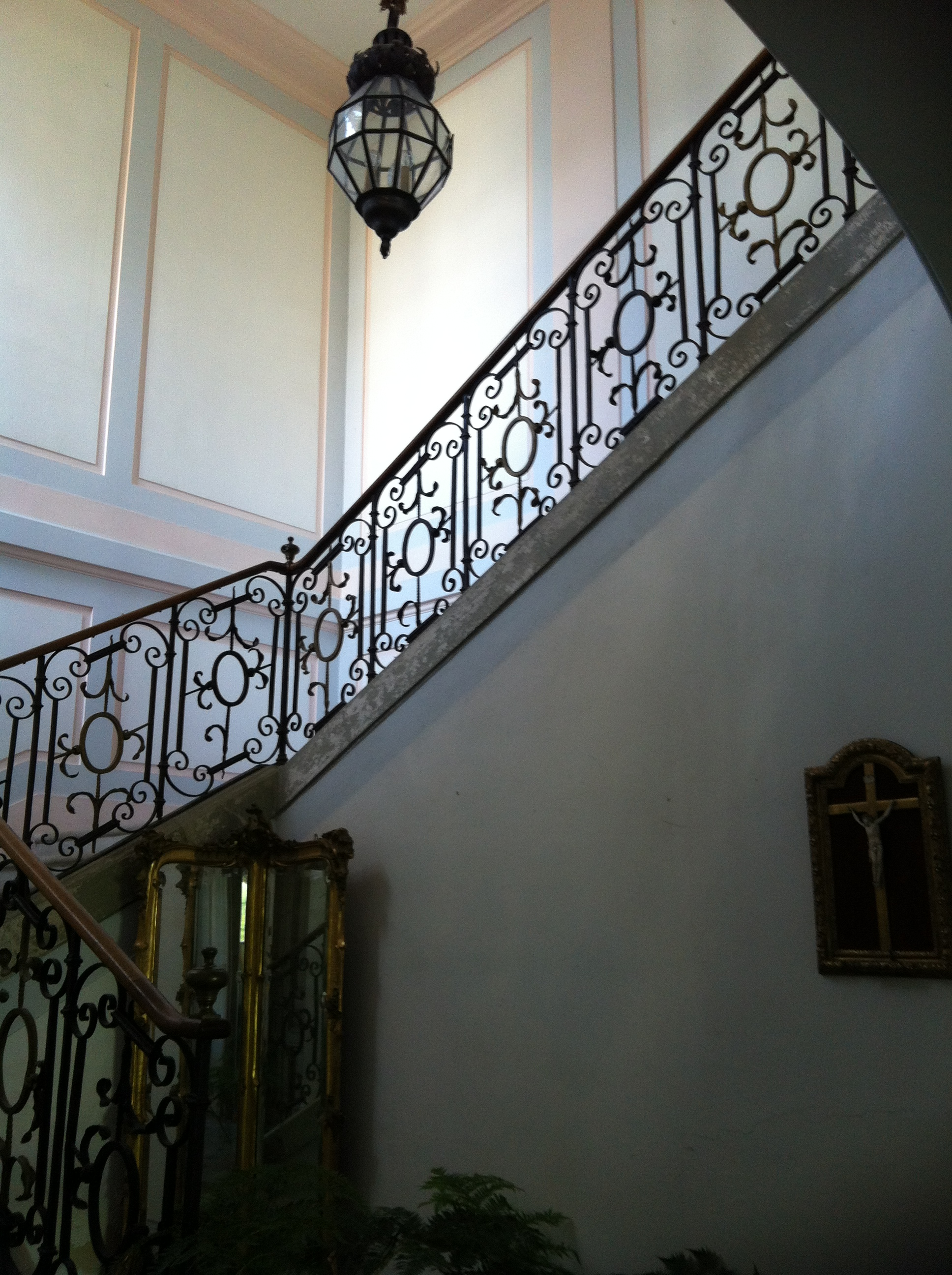
grille en fer forgé du Grand Escalier

À l’intérieur, un hall d’entrée, ouvre sur un escalier magistral en pierre avec rampe en fer forgé, pour accéder à l’étage, dont un palier ouvre sur un grand salon et le balcon. Cet escalier a triples rampes et double palier n’est pas sans faire référence à celui de l’escalier d’honneur du Petit Trianon. Au rez-de-chaussée, grande salle/galerie, salle à manger, salon, bibliothèque. Barthélémy Clérisse assume son second mandat de maire durant la guerre opposant Napoléon aux Espagnols. Hastingues est occupée, les habitants réquisitionnés de 1808 à 1814. Hastingues devient base militaire, le château est transformé en place fortifiée. À l’issue de cette guerre, les murs, les pièces d’habitation, le parc et les jardins, comme tout le village d’Hastingues, sont complètement délabrés. Cependant, le passage des Maréchaux d‘Empire Jean-de-Dieu Soult, (1769 – 1851), et Louis-Gabriel Suchet, duc d'Albufera, (1770 – 1826) a marqué le château, puisque l’un d’eux aurait offert les meubles de bibliothèques en bois peint de faux marbres, purement de style Empire.

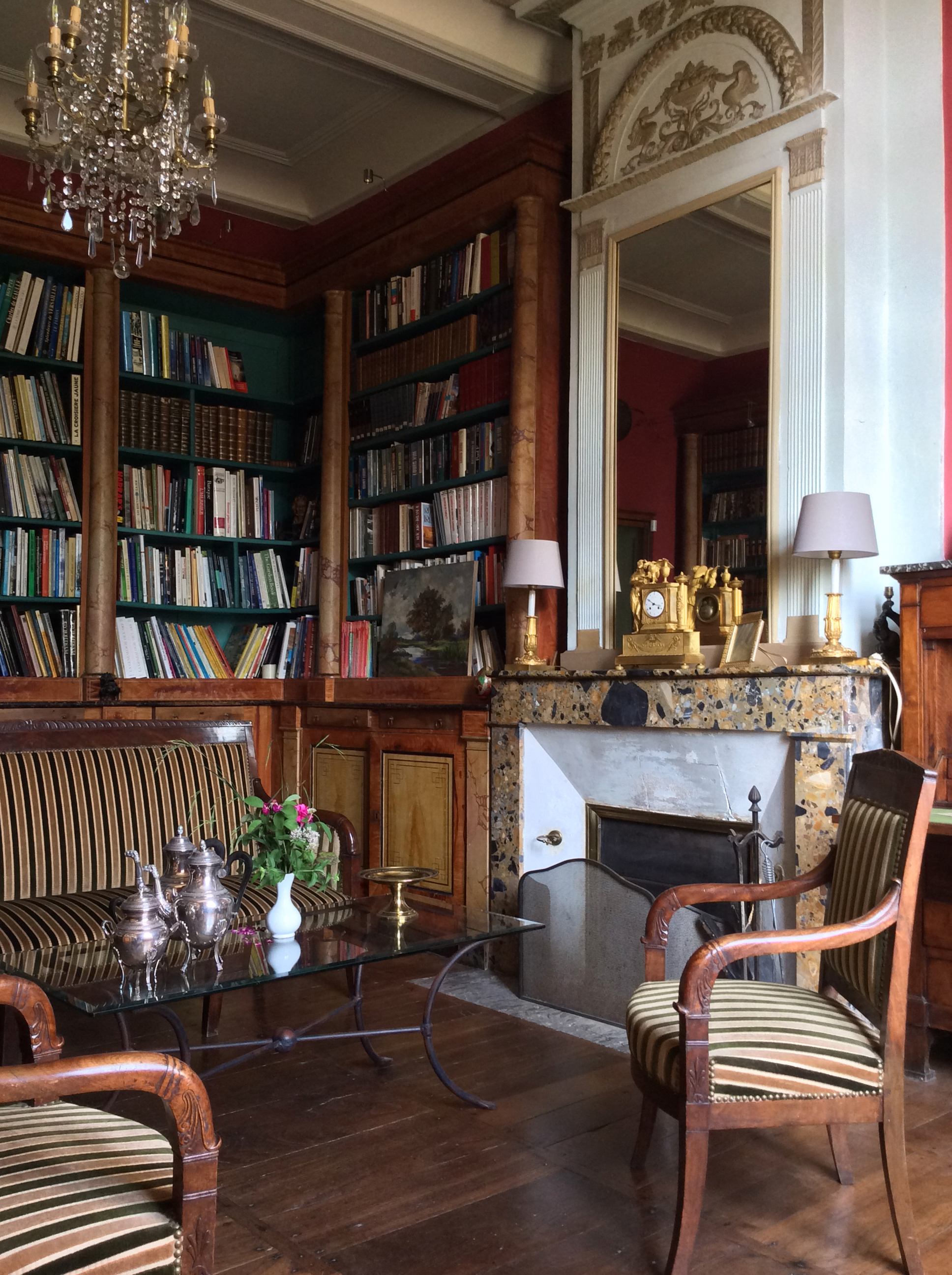
Vue sur les meubles de bibliothèques en bois peint de faux-marbres de style Empire

Le Figaro du 9 octobre 1938 fait état « d’une Surprise partie extrêmement élégante chez Mme Henri Clérisse, au château d'Estrac, à Hastingues (Basses-Pyrénées). Reconnu Comtesse Servoir, M. et Mme de RollMontpellier, Mlle O'Donnol, baron et baronne de La Morinerie, M. et Mme d'Àntin, M. Jacques de Homand, Mlles de Lasbordes, vicomte Michel de Laveaucoupet, M. Champetier de Ribes, Mlle Teyssonier de Gramont, baron de Nanteuii, Mlles de Landa, M. et Mlle de Beaumarchais, docteur et Mme J. Garât, Mlle d'Andurain, M. de Watrigant, MM. de Berthier, etc. » Les Clérisse restèrent propriétaires du château jusqu’en …
Le château est acheté par un Danois qui l’aurait vidé et dont la plupart des pièces, meubles et éléments décoratifs auraient été proposés à des marchands d’Arts de Bordeaux. À cette occasion, le lit de camp d’Arthur Wellesley (1769 - 1852), duc de Wellington, aristocrate anglo-irlandais devenu soldat et homme politique britannique, principalement connu en tant que vainqueur de Napoléon à Waterloo, aurait été vendu.
Le château est propriété du couple Dürr, de nationalité allemande, de 1980 à 2015. Hans Jorg est artiste peintre. Ils entreprennent de gros travaux sur les couvertures, et sauvent le château d’une invasion de termites. Ils entreprennent une activité touristique et transforment une partie du château en cinq appartements indépendants avec cuisine et salle d’eau, à la manière de pièces en enfilades, qu’ils nomment Bordeaux, Béarn, Irouleguy, Madiran et Jurançon. Le parc est équipé d’une piscine d’eau salée à électrolyse.
De nouveaux propriétaires s’en portent acquéreur en 2016. Ils souhaitent redonner le château et le parc aux habitants d’Hastingues et participer pleinement aux activités de la Commune. Pour cela, des 2016, le jardin est rouvert aux Hastingots pour les photos de mariage, selon une ancienne tradition. De même, le château fait dorénavant partie du cycle de promenade historique, présenté par les habitants, appelé la « déambulation » lors des journées du Patrimoine en septembre. L’activité touristique initiée par les Dürr est pérennisée, les nouveaux propriétaires ayant le souhait de remeubler et redécorer dans un style XVIIIe siècle pour offrir encore plus de rêves aux locataires.

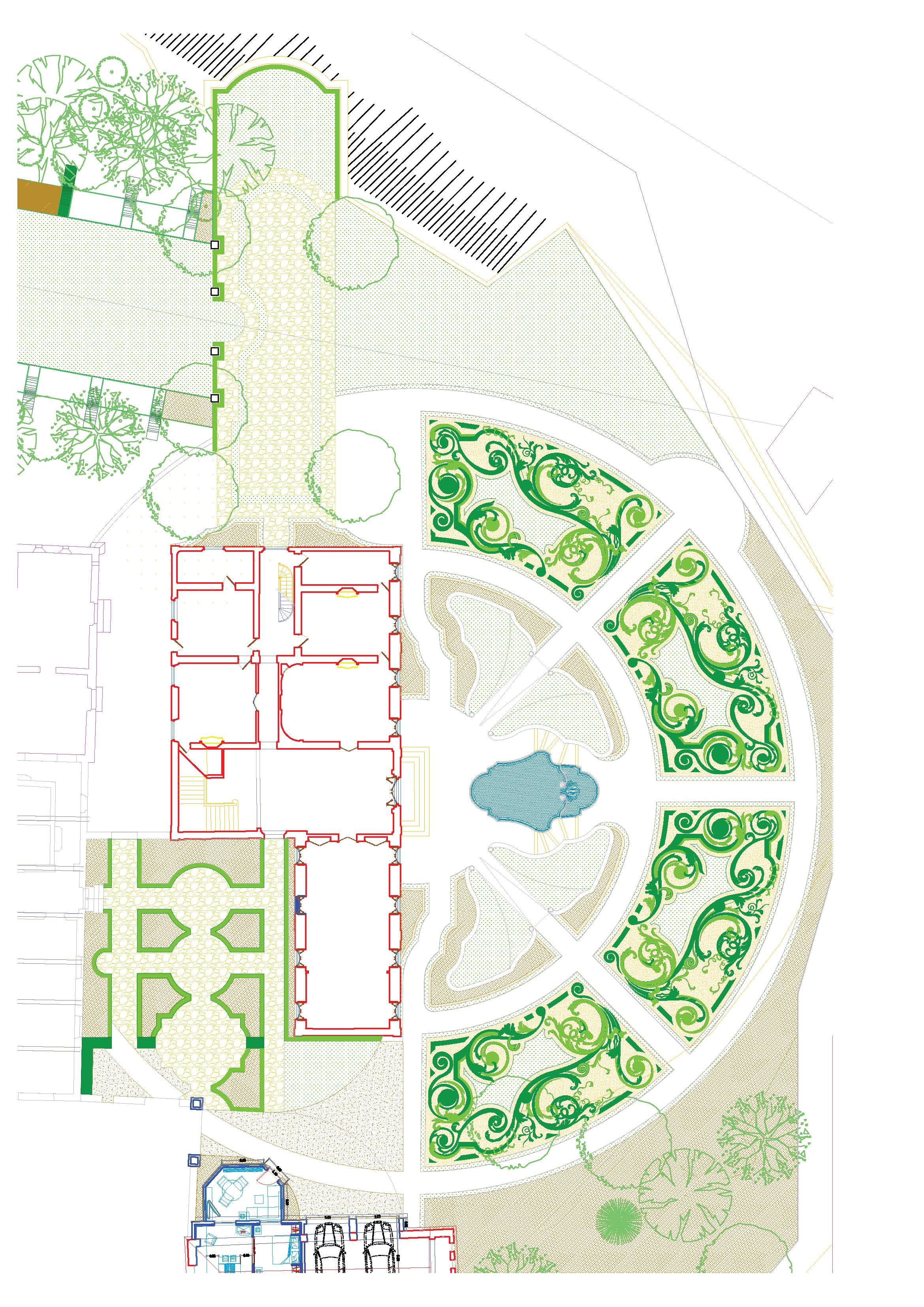